# Commanderie du Petit-Madieu
La commanderie du Petit-Madieu  (ou de Sainte-Croix ou encore du Mas-Dieu de Loubert) est une commanderie hospitalière anciennement commanderie templière située à Roumazières-Loubert, en Charente, au nord-est d'Angoulême, entre Angoulême et Limoges. Sa chapelle était l'ancienne église paroissiale du Petit-Madieu.

## Historique
Les Templiers ont fondé la commanderie du Mas-Dieu à Loubert, dans le diocèse de Limoges, à la limite de l'Angoumois, c'est-à-dire des prieurés du Limousin et d'Aquitaine.
Elle a peut-être été sous la dépendance de la maison de Paulhac.
Les références au Mas-Dieu sont nombreuses : Domus Templi, Mansi Dei de Lobertz Lemovicensis diocesis ; de Manso dicti de Lobertz (« maison dite de Loubert »); Capella domus Templi de Lobertz, principalement issues des interrogatoires lors du procès des Templiers,.
La commanderie fut édifiée avec un petit oratoire, distant d'une lieue, qui est Saint-Jean-de-Bérodèze (Béraudet, vers Suris).
En 1150, les paroissiens de la contrée furent autorisés par le pape à être reçus au sein de la commanderie.
La commanderie comprenait la chapelle, un grand corps de logis flanqué de deux tours rondes, un verger, un jardin, le tout entouré de fossés, un moulin banal situé sur la Charente, une « garenne » et de toutes sortes de dîmes, avec droit de haute, moyenne et basse justice.
En 1312, à la dissolution de l'ordre du Temple au concile de Vienne, la commanderie templière, comme la plupart des biens des Templiers, est passée aux Hospitaliers.
La commanderie fut alors unie à celle du Grand-Madieu, située dans le diocèse d'Angoulême, ainsi que celle du Chambon, dans l'actuelle commune de Saint-Maurice-des-Lions. L'ensemble a formé une importante commanderie, qui dès le XVIe siècle avait le titre de châtellenie. Le siège était au Grand-Madieu.
Le Mas-Dieu de Loubert prit alors le nom de commanderie Sainte-Croix du Petit Mas-Dieu,.
La commanderie a perdu de son importance vers le milieu du XVIIIe siècle et la Révolution en a chassé les derniers Hospitaliers. Un procès-verbal du 18 juillet 1768 détaille le logis du commandeur au Petit-Madieu et la chapelle de Berodeix à Suris.
Le dernier commandeur est en 1790 Thomas Rigaud de Sérézin, chevalier. Ses revenus, y compris le moulin de Parzac et les terres à Saint-Laurent-de-Céris s'élèvent alors à 4 600 livres. La Commanderie du Petit-Madieu fut acquise en 1794 par Jean Rioux, cultivateur à Loubert.
Après la Révolution, la paroisse du Petit-Madieu, qui faisait 519 ha, forma une commune, puis fusionna avec la commune de Loubert-Madieu en 1845, puis avec Roumazières-Loubert en 1970.

## Description
La chapelle est de dimensions modestes, caractéristique des constructions de l'Ordre. Elle forme un rectangle à vaisseau unique. La nef ne comporte aucune colonne, et la voûte en berceau brisé repose directement sur les cordons chanfreinés des goutterots.
Elle est éclairée au fond par le triplet templier, sur le mur plat du chevet, ainsi que par un oculus, et sur le devant par une étroite ouverture sur la façade. Celle-ci est surmontée d'un clocher-arcade, et percée d'une porte ogivale à trois voussures ornées de tores.
Au nord de la chapelle on peut voir l'ancien logis du commandeur aux tours tronquées,.

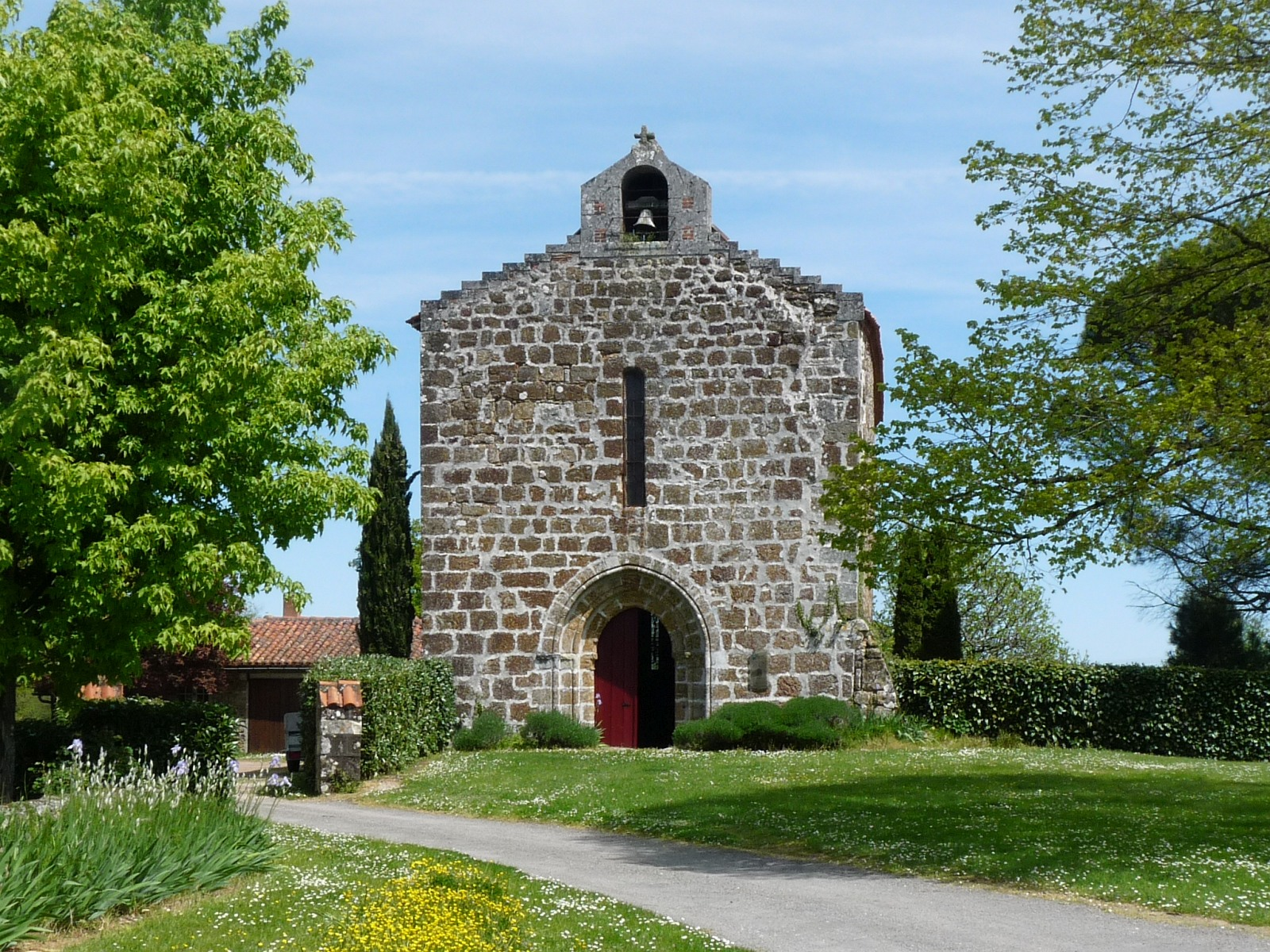
La façade de l'église
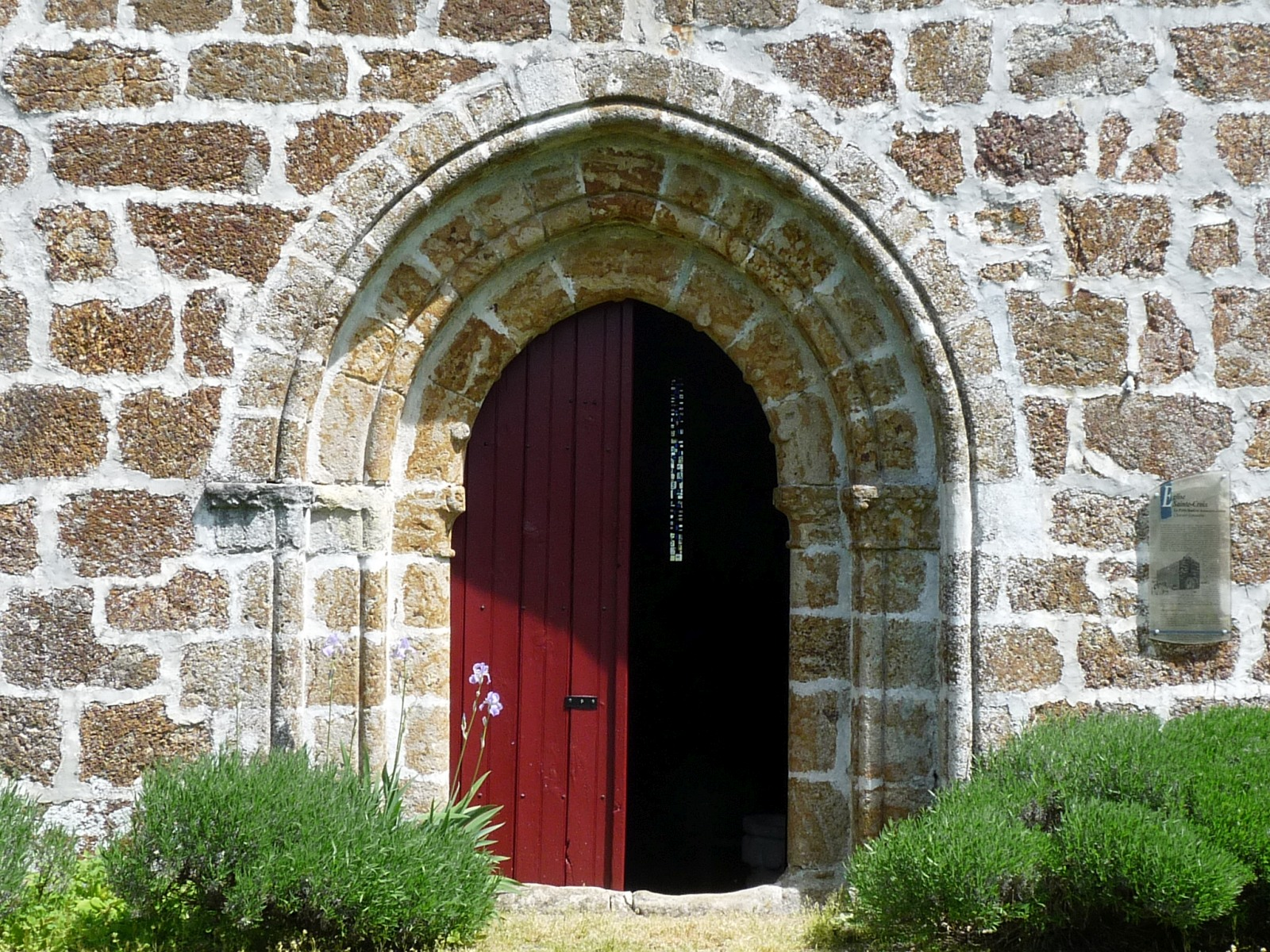
L'entrée
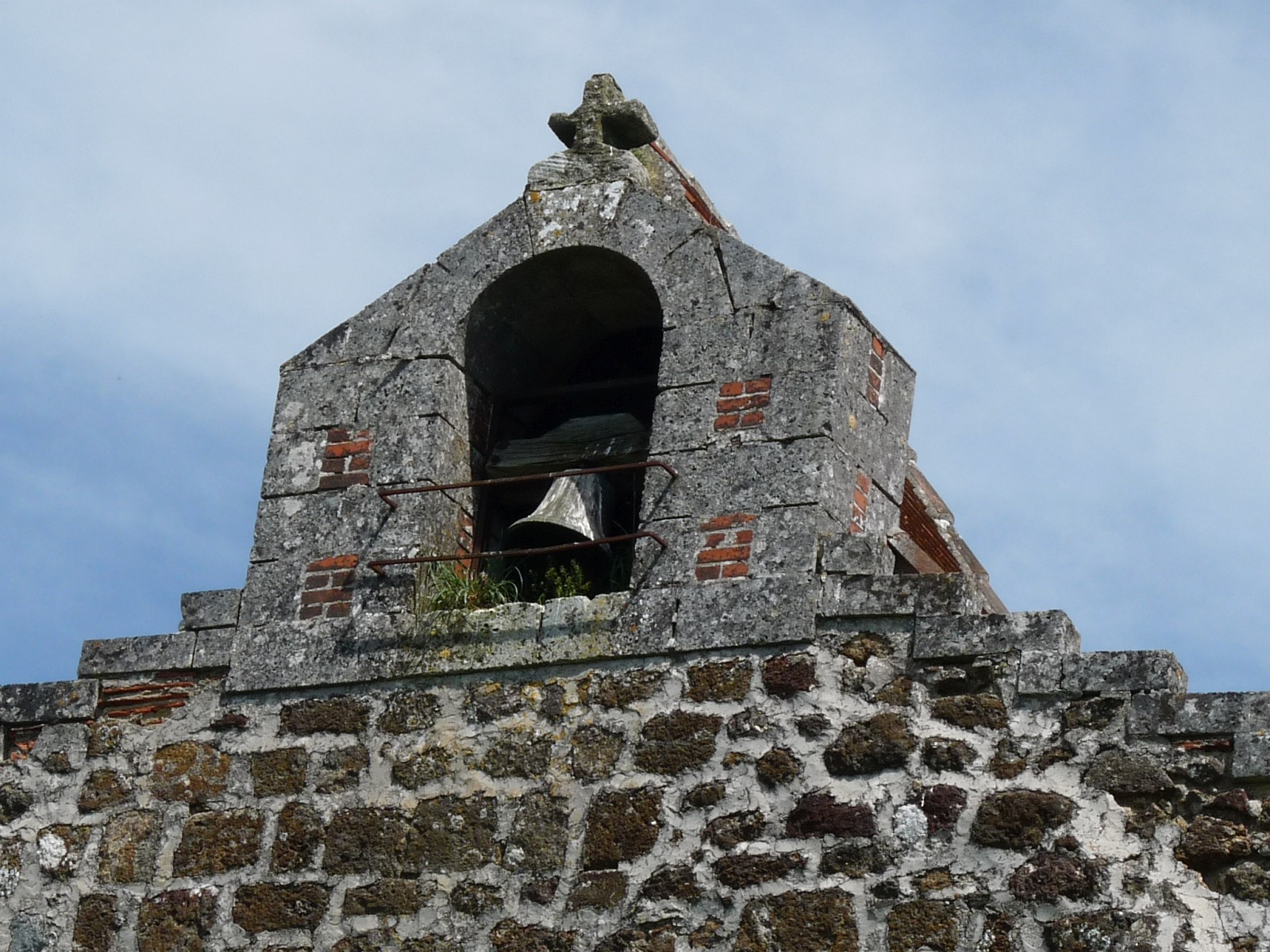
Le clocher
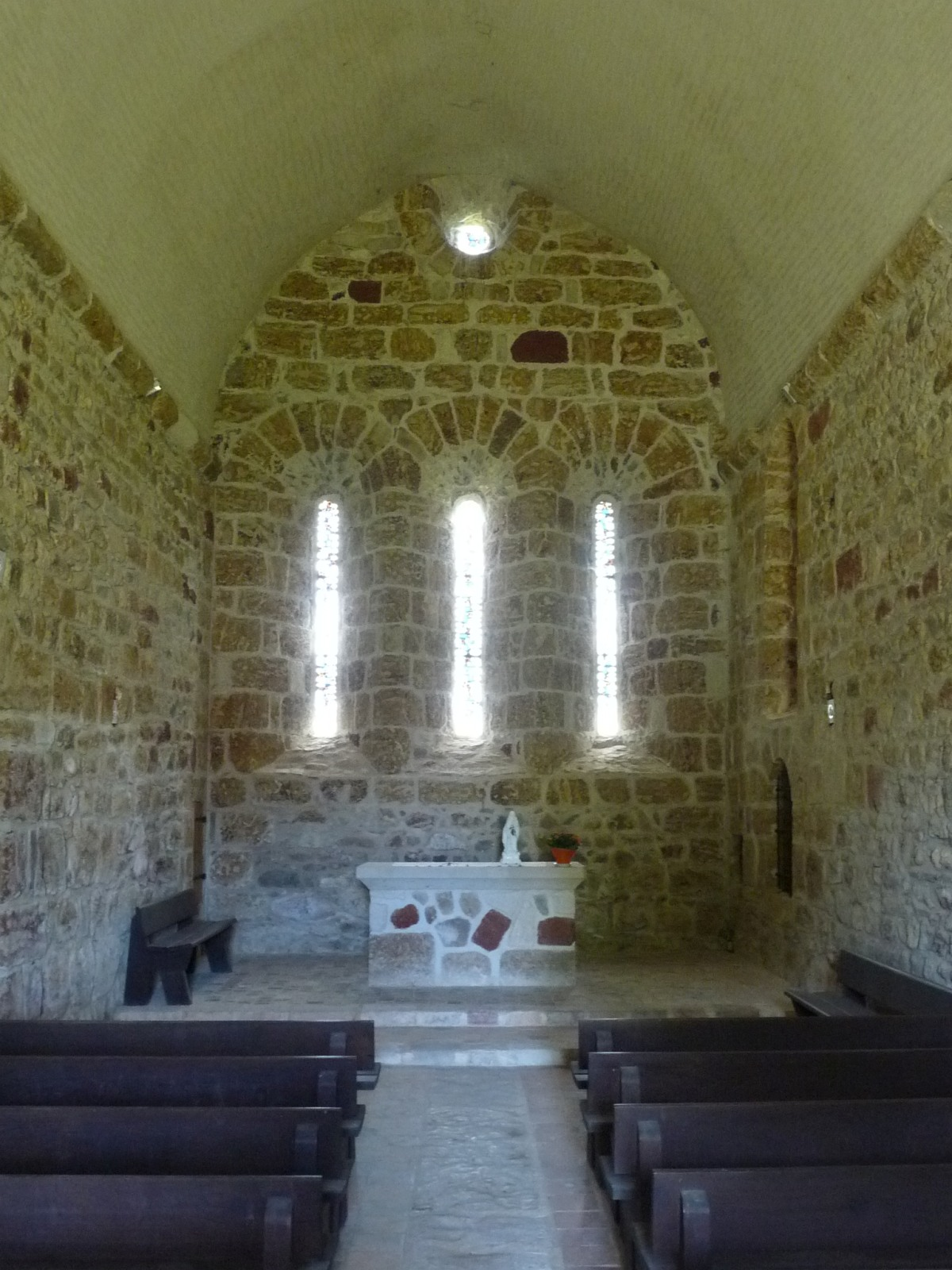
Le triplet templier sumonté d'un oculus
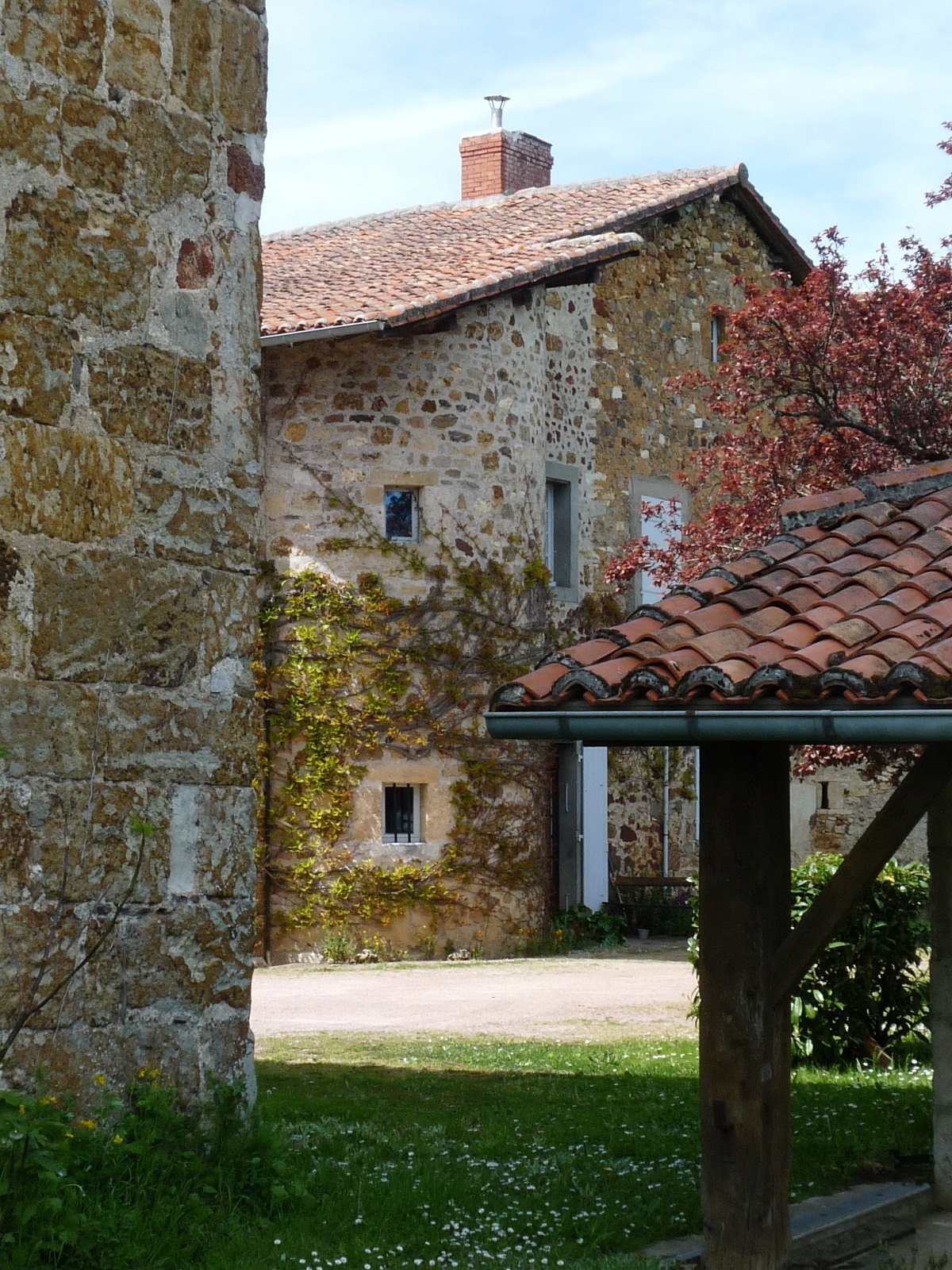
L'ancien logis du commandeur et une tour arasée

## Commandeurs templiers
- vers 1280-1296, frère Aymeri de Malvaleix, sergent,
- vers 1304, frère Guillaume de Preyssac, chevalier[2].